# Porphyrinia polygramma
Porphyrinia polygramma là một loài bướm đêm trong họ Noctuidae.